# Cê
cê è un album in studio del cantautore brasiliano Caetano Veloso, pubblicato nel 2006.

## Tracce
1. Outro - 3:00
2. Minhas Lágrimas - 5:09
3. Rocks - 3:36
4. Deusa Urbana - 3:46
5. Waly Salomão - 3:24
6. Não Me Arrependo - 4:08
7. Musa Híbrida - 4:21
8. Odeio - 5:58
9. Homem - 4:46
10. Porquê? - 3:53
11. Um Sonho - 3:23
12. O Herói - 3:44